# Colin Turkington
Colin Henry Turkington, född 21 mars 1982 i Portadown, Nordirland, är en brittisk racerförare.

## Racingkarriär
Turkington etablerade sig 2003 som en av Storbritanniens bästa standardvagnsförare, genom att bli åtta i British Touring Car Championship, vilket han följde upp med att bli sexa både 2004 och 2005. Det sistnämnda året var dock en besvikelse, då han inte blev bättre än sexa med en fabriksunderstödd Vauxhall. Hans stora genombrott kom istället när han fått lämna Vauxhall, och gick till West Surrey Racings BMW, med vilken han blev trea 2006. År 2007 slog han till med en tredjeplats i World Touring Car Championships Race of UK på Brands Hatch, samtidigt som han blev femma på hemmaplan i British Touring Car Championship. Säsongen 2008 gav en fjärdeplats, efter ett personligt segerrekord med fyra stycken under säsongen.

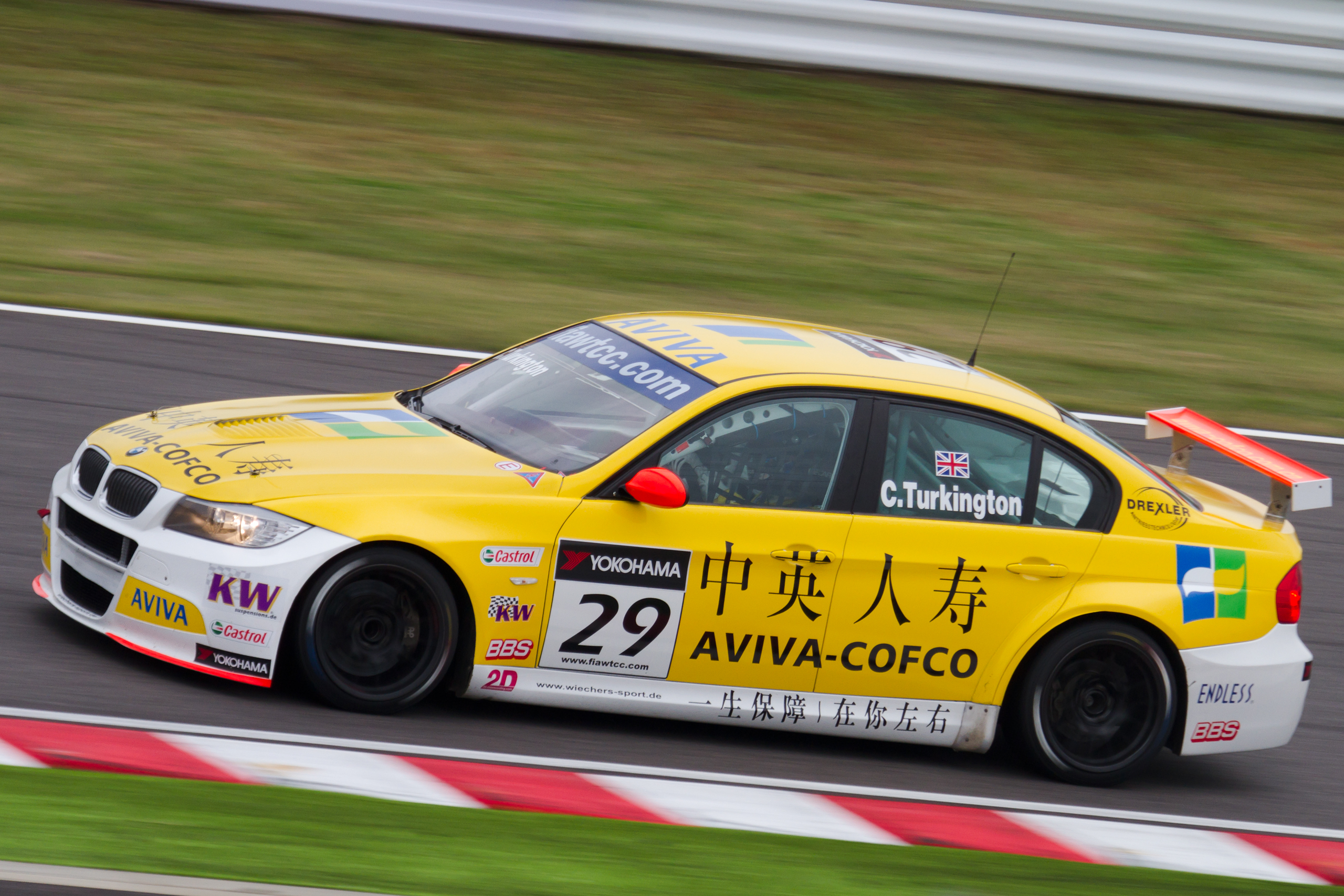
Colin Turkington i FIA WTCC Race of Japan 2011.

År 2009 lyckades han bli mästare i BTCC med fem segrar under säsongen, men endast fem poäng före tvåan Jason Plato och nio före trean Fabrizio Giovanardi.
Efter att ha varit utan styrning under säsongen, hoppade han in i World Touring Car Championship på Autódromo Internacional do Algarve 2010. Han körde den och tävlingen efter på Brands Hatch i Yokohama Independents' Trophy och överraskade med en tredje och en andraplats totalt på Brands Hatch. Eftersom Yokohama Independents' Trophy körde med ett sådant poängsystem där förarna fick de poäng som de tog i det totala förarmästerskapet adderat i privatförarcupens tabell, gick Turkington upp på tredjeplats totalt i Yokohama Independents' Trophy, eftersom förarmästerskapet hade en annan poängberäkning än privatförarcupen. Efter den tävlingen fick inte Turkington delta mer i Yokohama Independents' Trophy, eftersom hans BMW 320si från 2009 var kraftfullare än SEAT:s dieslar som redan innan säsongen hade förbjudits. Istället fick han fortsätta säsongen utanför privatförarcupen.
Till säsongen 2011 skrev Turkington på kontrakt med Flash Engineering för att tävla i Scandinavian Touring Car Championship tillsammans med Jan "Flash" Nilsson. Han lyckades inte vinna något race, men tog ändå fem pallplatser och slutade på femte plats i förarmästerskapet. Turkington gjorde under året även tre inhopp för Wiechers-Sport i World Touring Car Championship. Det första var på hans hemmaplan Donington Park, där han blev tia i båda racen. Senare körde han i både Japan och Kina, med som bäst en andraplats på Shanghai Tianma Circuit. På den sistnämnda banan vann han även Yokohama Trophy i båda racen.